# Grüß Gott Gams – Felix und die Wildschützen der Alpen
Grüß Gott Gams – Felix und die Wildschützen der Alpen ist ein deutscher Dokumentarfilm, der im Jahr 2008 den Preis Kamera Alpin in Gold beim Berg- und Abenteuerfilmfestival Graz im Bereich Alpine & fremde Kulturen gewonnen hat. Der Film erlebte am 24. Juni 2008 im Ersten seine Fernsehpremiere.

## Inhalt
Der Film befasst sich mit der Wilderei vor allem im bayerischen Raum. Jährlich (um 2008) werden in Bayern 200 Fälle des Wilderns aktenkundig. Grüß Gott Gams stellt zum einen die Leidenschaft fürs Wildern dar. Die beiden Wilderer Felix Laubhuber und Horst Eberhöfer führen durch den Film und stellen unter anderem Felix „Fex“ Laubhuber aus Schleching vor, der als „König der Schwarzgeher“ gilt und bereits zwei Mal wegen Wilderei verurteilt wurde. Die Autoren unterscheiden in ihrem Film zwischen professionellen Schützen, die zwar den Jagdschein machen könnten, dies jedoch aus verschiedenen Gründen ablehnen, und Dilettanten, die von der Jagd, von Schonzeiten und dem professionellen Erlegen von Tieren keine Ahnung haben. Zudem kommen Vertreter des Gesetzes zu Wort.

## Kritik
Die Kritik bewertete Grüß Gott Gams positiv. Der Film sei „ein faszinierender Dokumentarfilm über Wilderer. Die Geschichte ist nämlich gar nicht so Klischee beladen, wie man im Norden denken mag.“ Der film-dienst schrieb: „Der informative ‚Dokumentar-Heimatfilm‘ bestätigt ebenso viele Klischees wie er richtig stellt.“

## Auszeichnung
Beim Berg- und Abenteuerfilmfestival Graz 2008 gewann Grüß Gott Gams die Kamera Alpin in Gold in der Kategorie „Alpine & fremde Kulturen“. Die Jury begründete ihre Entscheidung damit, dass es „der Regisseur [schaffe], das Vertrauen sowohl bekehrter als auch aktiver Wilderer zu gewinnen und sie zu klugen und witzigen Stellungnahmen zu bewegen […] Großartige Schlusssequenz!“